# 322 (tal)
322 är det naturliga talet som följer 321 och som följs av 323.

## Inom vetenskapen
- 322 Phaeo, en asteroid.

## Inom matematiken
- 322 är ett jämnt tal
- 322 är ett sammansatt tal
- 322 är ett defekt tal
- 322 är ett Lucastal
- 322 är ett sfeniskt tal
- 322 är ett heptadekagontal